# Nowyj (Kraj Nadmorski)
Nowyj (ros. Новый) – osiedle w Rosji, w Kraju Nadmorskim, w rejonie nadieżdińskim. W 2010 liczyło 5832 mieszkańców.